# إدارة بوتومايو
إدارة بوتومايو واحدة من 32 إدارة في كولومبيا، تقع في جنوب غرب البلاد على الحدود مع الإكوادور والبيرو. عاصمتها هي موكوا.